# Ристанен, Кари
Кари Ристанен (фин. Kari Ristanen; 27 июля 1958 года, Тампере) — финский лыжник, призёр Олимпийских игр, чемпионата мира и этапов Кубка мира. Муж известной лыжницы Эйи Хюютияйнен.

## Карьера
В Кубке мира Ристанен дебютировал в 1982 году, в декабре 1985 года впервые попал в тройку лучших на этапе Кубка мира. Всего в личных гонках имеет на своём счету 3 попадания в тройку лучших на этапах Кубка мира. Лучшим достижением Ристанена в общем итоговом зачёте Кубка мира являются 11-е места в сезонах 1986/87 и 1987/88. 
На Олимпийских играх 1984 года в Сараево, завоевал бронзовую медаль в эстафете, кроме того был 17-м в гонке на 30 км коньком и 15-м в гонке на 50 км классикой.
На Олимпийских играх 1988 года в Калгари, занял 8-е место в эстафете, 27-е место в гонке на 30 км классикой и 7-е место в гонке на 50 км коньком.
За свою карьеру принимал участие в двух чемпионатах мира, на чемпионате мира-1989 завоевал серебро в эстафетной гонке, в личных гонках лучший результат 5-е место в гонке на 50 км коньком на чемпионате мира-1987.